# فرانکا پوتنته
فرانکا پوتنته (به آلمانی: Franka Potente) (زادهٔ ۲۲ ژوئیه ۱۹۷۴) بازیگر آلمانی است. او نخستین بار در یک فیلم کمدی به نام جنگلی بیرون از اینجاست (۱۹۹۵) ظاهر شد و در سال ۱۹۹۸ در فیلم لولا می‌دود درخشید. پوتنته پس از درخشش در سینمای آلمان از سال ۲۰۰۱ بازی در فیلم‌های هالیوودی را آغاز کرد. او با بازی در فیلمهای هویت بورن (۲۰۰۲) و برتری بورن (۲۰۰۴) در دنیای هالیوود برجسته شد. بعدها او به برلن بازگشت تا همکاری با کارگردانان آلمانی و بین‌المللی را ادامه دهد.

## فیلم‌شناسی
- بین جهان‌ها (۲۰۱۸)
- احضار روح ۲(۲۰۱۶)
- موج (۲۰۱۰)
- شانگهای (۲۰۱۰)
- پُل (نام بین‌المللی فیلم) (۲۰۰۸)
- توطئه بُرن (۲۰۰۸)
- چه - قسمت دوم (۲۰۰۸)
- اولتیماتوم بورن (۲۰۰۷)
- رمولس، پدر من (۲۰۰۷)
- آیشمَن (۲۰۰۷)
- من عاشق کار شما هستم (۲۰۰۵)
- ذرات آغازین (نام بین‌المللی فیلم) (۲۰۰۵)
- خزش (۲۰۰۴)
- برتری بُرن (۲۰۰۴)
- آناتومی ۲ (۲۰۰۳)
- طرح کلی (۲۰۰۳)
- کارَت را دوست دارم (۲۰۰۳)
- تمام چیزی که می‌خواهم (۲۰۰۲)
- تمام آنچه می‌خواهم (۲۰۰۲)
- تجربه هفده سالگی (۲۰۰۲)
- هویت بورن (۲۰۰۲)
- داستان‌گویی (۲۰۰۱)
- وزش (۲۰۰۱)
- شاهدخت و سلحشور (۲۰۰۰)
- آناتومی (۲۰۰۰)
- لولا می‌دود (بدو لولا بدو) (۱۹۹۸)
- اوپرن‌بال (۱۹۹۸)
- روز استراحت (۱۹۹۷)
- داخل آمدن (۱۹۹۷)
- جنگلی بیرون از اینجاست (۱۹۹۵)